# Poul Schlüter
Poul Schlüter (Tønder, 1929. április 3. – Frederiksberg, 2021. május 27.) dán jogász, konzervatív politikus, Dánia miniszterelnöke (1982–1993).

## Pályafutása
Jogot végzett 1957-ben Koppenhágában. Politikai pályafutását a Konzervatív Néppárt ifjúsági tagozatában kezdte. 1964–1994 között a Konzervatív Néppárt parlamenti (Folketing) képviselője. 1974–1977, majd 1981–1993 között a Konzervatív Néppárt elnöke. 
1982–1993 között Dánia miniszterelnöke. 1994–1997 között az Európai Parlament alelnöke, majd 1999-ig képviselője. Önéletrajzi művét 1999-ben Sikken et liv! címen jelentette meg.

## Fordítás
- Ez a szócikk részben vagy egészben a Poul Schlüter című német Wikipédia-szócikk fordításán alapul.  Az eredeti cikk szerkesztőit annak laptörténete sorolja fel. Ez a jelzés csupán a megfogalmazás eredetét és a szerzői jogokat jelzi, nem szolgál a cikkben szereplő információk forrásmegjelöléseként.